# Youhanna Golta
Youhanna Kamal Golta (* 27. Januar 1937 in Kotna; † 15. Februar 2022 in Heliopolis, Kairo) war ein ägyptischer koptisch-katholischer Geistlicher und Kurienbischof im Koptisch-katholischen Patriarchat von Alexandria.

## Leben
Youhanna Golta empfing am 25. September 1960 die Priesterweihe. Er war Kaplan, später Professor für Islam im Priesterseminar von Kairo und an verschiedenen Universitäten.
Papst Johannes Paul II. ernannte ihn am 27. Juli 1986 zum Weihbischof in Alexandria und Titularbischof von Andropolis. Die Bischofsweihe spendete ihm der Patriarch von Alexandria, Stephanos II. Ghattas CM, am 29. August desselben Jahres; Mitkonsekratoren waren Youhanna Nueir OFM, Bischof von Assiut, und Athanasios Abadir, Bischof von Ismayliah. 
1997 wurde er zum Kurienbischof der koptisch-katholischen Kirche in Alexandria ernannt.
Die Synode der koptisch-katholischen Kirche nahm am 3. November 2020 seinen altersbedingten Rücktritt an.
Golta war Ehrenpräsident der Katholischen Kirchen des Ökumenischen Rates der Kirchen im Nahen Osten und verantwortlich für das Muslimisch-Christliche Komitee in Ägypten.
Er starb im Alter von 85 Jahren im Stadtteil Heliopolis in Kairo.